# Coutinho
Antônio Wilson Vieira Honório, meglio noto come Coutinho (Piracicaba, 11 giugno 1943 – Santos, 12 marzo 2019), è stato un calciatore e allenatore di calcio brasiliano, di ruolo attaccante, campione del mondo nel 1962 con la nazionale brasiliana.

## Carriera

### Club
Coutinho fu notato all'età di 13 anni dall'allenatore del Santos Lula. Un anno più tardi entrò a far parte delle giovanili del Santos e nel 1958 arrivò in prima squadra. Coi bianconeri vinse, tra l'altro, 5 Taça Brasil consecutive e 8 Campionati Paulisti, 2 Coppe Libertadores e 2 Coppe Intercontinentali.
Coutinho è considerato il più grande giocatore del Santos dopo Pelé, suo compagno di squadra, con cui formò una coppia d'attacco molto prolifica: insieme i due segnarono 1.459 gol, 1.089 Pelé e 370 Coutinho, che è il terzo marcatore di sempre della storia del Santos dietro a Pelé e Pepe (405).
Nel 1968 lasciò il Santos (in cui ritornò per una breve parentesi nel 1970) giocando per il Vitória, la Portuguesa, i messicani dell'Atlas, il Bangu e il Saad, dove chiuse la carriera nel 1973.

### Nazionale
Coutinho conta 15 presenze e 6 reti con la nazionale brasiliana, con cui esordì il 9 luglio 1960 contro l'Uruguay (1-2) e vinse i Mondiali 1962, durante i quali però non scese mai in campo, chiuso da Garrincha, Vavá, Amarildo e Zagallo oltre che da Pelé che però si infortunò all'inizio della competizione.

## Palmarès

### Giocatore

#### Club

##### Competizioni statali
- Campionato paulista: 8

Santos: 1958, 1960, 1961, 1962, 1964, 1965, 1967, 1968
- Torneo Rio-San Paolo: 4

Santos: 1959, 1963, 1964, 1966

##### Competizioni nazionali
- Campionato brasiliano: 6  (5 Taça Brasil e 1 Torneo Roberto Gomes Pedrosa)

Santos: 1961, 1962, 1963, 1964, 1965, 1968

##### Competizioni internazionali
- Coppa Libertadores: 2

Santos: 1962, 1963
- Coppa Intercontinentale: 2

Santos: 1962, 1963

#### Nazionale
- Campionato mondiale: 1

Cile 1962

#### Individuale
- Capocannoniere del Torneo Rio-San Paolo: 2

1961 (9 gol, a pari merito con Pepe), 1964 (11 gol)
- Capocannoniere della Coppa Libertadores: 1

1962 (6 gol, a pari merito con Enrique Raymondi e Alberto Spencer)